# Smålandsko
Smålandsko är en numera utdöd svensk heterogen allmogekoras, som var en variant av den sydsvenska allmogekon, liksom de liknande gotlandskon, utdöd på 1920-talet eller på 1950-talet, och ölandskon, utdöd i början av 1900-talet. Den nuvarande lantrasen väneko ses som en någorlunda närliggande nötkreatursras.
Smålandskor fanns kvar i skogstrakterna i Småland till någon gång på 1800-talet. De var behornade och mer småväxta och mer lågproducerande än dagens nötboskap. Smålandskor och gotlandskor ingick till någon del i Rödbrokig svensk boskap.
Den icke behornade rödkulla, som erkändes som nötkreatursras 1912, har också sitt ursprung i smålandskon.